# Malagalali, Malavalli
Malagalali là một làng thuộc tehsil Malavalli, huyện Mandya, bang Karnataka, Ấn Độ.